# Championnat d'Afrique masculin de basket-ball 1964
Navigation
Égypte 1962 Tunisie 1965
Le Championnat d'Afrique masculin de basket-ball 1964 est la deuxième édition du championnat d'Afrique des nations. Elle s'est déroulée du 4 au 8 mars 1964 à Casablanca au Maroc. L'Égypte, alors nommée République arabe unie, remporte son deuxième titre consécutif.

## Classement final
| Position | Équipe    | Bilan |
| -------- | --------- | ----- |
| 1        | Égypte    | 5v-0d |
| 2        | Maroc     | 4v-1d |
| 3        | Palestine | 2v-3d |
| 4        | Tunisie   | 2v-3d |
| 5        | Sénégal   | 1v-4d |
| 6        | Mali      | 1v-4d |